# UFC 279
UFC 279: Diaz vs. Ferguson（ユーエフシー・ツーセブンティナイン：ディアス・バーサス・ファーガソン）は、アメリカ合衆国の総合格闘技団体「UFC」の大会の一つ。2022年9月10日、ネバダ州ラスベガスのT-モバイル・アリーナで開催された。

## 大会概要
本大会はネイト・ディアスとトニー・ファーガソンのウェルター級戦が組まれた。
当初、ディアスはメインイベントでカムザット・チマエフと対戦予定であったが、チマエフが前日計量でウェルター級リミットから7.5ポンド体重超過したため、同大会でリー・ジンリャンと対戦予定であったファーガソンがディアスと対戦することとなり、チマエフは同大会でダニエル・ロドリゲスと180ポンド契約で対戦予定であったケビン・ホランドとの対戦に変更された。

## 試合結果

### アーリープレリム
第1試合 ウェルター級 5分3R
○  ヨアン・レイネス vs.  ダリアン・ウィークス ×
3R終了 判定2-1（29-28、28-29、29-28）
第2試合 女子ストロー級 5分3R
○  エリース・リード vs.  メリッサ・マルティネス ×
3R終了 判定3-0（29-28、29-28、29-28）
第3試合 バンタム級 5分3R
○  アラテン・ヘイリ vs.  チャド・アンヘリガー ×
3R終了 判定3-0（30-27、30-27、30-27）
第4試合 女子フェザー級 5分3R
○  ノルマ・ドゥモン vs.  ダニエル・ウルフ ×
3R終了 判定3-0（30-27、30-27、30-26）

### プレリミナリーカード
第5試合 267.5ポンド契約 5分3R
○  クリス・バーネット vs.  ジェイク・コリアー ×
2R 2:24 TKO（パウンド）
※バーネットの体重超過によりヘビー級から変更。
第6試合 ミドル級 5分3R
○  デニス・トゥルーリン vs.  ジェイミー・ピケット ×
2R 4:52 TKO（左膝蹴り→パウンド）
第7試合 220ポンド契約 5分3R
○  ジャイルトン・アウメイダ vs.  アントン・トゥルカリ ×
1R 4:27 リアネイキドチョーク
第8試合 149.5ポンド契約 5分3R
○  ジュリアン・エローサ vs.  ハキーム・ダオドゥ ×
3R終了 判定3-0（30-27、30-27、30-27）
※ダオドゥの体重超過によりフェザー級から変更。

### メインカード
第9試合 ライトヘビー級 5分3R
○  ジョニー・ウォーカー vs.  イオン・クテラバ ×
1R 4:37 リアネイキドチョーク
第10試合 140ポンド契約 5分3R
○  アイリーン・アルダナ vs.  メイシー・チアソン ×
3R 2:21 TKO（ボディへの蹴り上げ）
第11試合 180ポンド契約 5分3R
○  ダニエル・ロドリゲス vs.  リー・ジンリャン ×
3R終了 判定2-1（29-28、28-29、29-28）
第12試合 180ポンド契約 5分5R
○  カムザット・チマエフ vs.  ケビン・ホランド ×
1R 2:13 ダースチョーク
第13試合 ウェルター級 5分5R
○  ネイト・ディアス vs.  トニー・ファーガソン ×
4R 2:52 ギロチンチョーク

### 各賞
ファイト・オブ・ザ・ナイト：該当無し
パフォーマンス・オブ・ザ・ナイト：ネイト・ディアス、アイリーン・アルダナ、ジョニー・ウォーカー、ジャイルトン・アウメイダ
各選手にはボーナスとして5万ドルが授与された。

### カード変更
負傷などによるカードの変更は以下の通り。